# چیونگمو
چیونگمو (به کره‌ای: 처용무) یک رقص درباری در اساطیر کره است که به چیویونگ، پسر اژدها در دریای ژاپن مربوط می‌شود. این رقص کهن‌ترین بازمانده از رقص‌های درباری از دوره ی دودمان شیلا است.
این رقص در شب سال‌نو برای ترویج خوشبختی انجام میشده‌است و در سال ۲۰۰۹ به فهرست میراث فرهنگی و معنوی یونسکو اضافه شد.

## لباس و آرایش
رقص توسط پنج مرد ملبس به رنگ سفید، آبی، سیاه و سفید، قرمز و زرد انجام می‌شود که نمادی از چهار جهت اصلی و مرکز است. آن‌ها ماسک‌هایی به رنگ قرمز روشن (شرابی) و دندان‌های سفید به صورت می‌زنند و گوشواره قلع، یک گردنبند از دانه‌های سرب و کلاه سیاه‌وسفید تزئین شده با دو شکوفه گل صدتومانی از دیگر زیورآلاتی است که در هنگام رقص به‌تن می‌کنند.